# Szopóroller (South Park-epizód)
A Szopóroller (The Scoots) a South Park című rajzfilmsorozat 292. része (a 22. évad 5. epizódja). Elsőként 2018. október 31-én sugározták az Amerika Egyesült Államokban a Comedy Centralon, míg hazánkban ugyancsak a Comedy Central mutatta be 2018. november 27-én.
Az epizód a hagyományos halloweeni tematikájú South Park-részek egyike, amelynek főszereplői Mr. Mackey és Kenny McCormick. Főként az elektromos rollerek és az e-roller szolgáltatók elterjedését figurázza ki. Eredeti címét a "Madarak" című Alfred Hitchcock-film után kapta, melynek több eleme is megjelenik a történetben. A Halloween-jelmezeket a Fortnite című játék inspirálta.

## Cselekmény
A történetet egy narrátor (mint a rész végén kiderül, az idősebb Kenny) foglalja keretbe, aki az elején elmondja, hogy ez a Halloween más volt, mint az azt megelőzőek, és hogy ez mindannyiuk életét megváltoztatta.
Miközben épp a szemetet viszi le, Mr. Mackey, az iskolai "pszichomókus" belebotlik egy elektromos rollerbe. Városszerte egyre több helyen jelennek meg a szerteszét hagyott járművek, amik meglehetősen népszerűek lesznek, de Mackey szkeptikus velük szemben. Azt reméli, hogy az irántuk tanúsított mánia idővel alábbhagy, de egyre dühösebb lesz, amikor miattuk számtalan baleset éri őt. Ezért egyik éjszaka fog egy teherautót, annak a platójára feldobálja a városban található összes e-rollert, majd kiviszi őket a város határába és mindet beleborítja egy szakadékba. Ennek ellenére másnap ugyanúgy tele van velük a város, sőt már az otthonában is van több példány.
Ezalatt Stan, Kyle és Cartman azt tervezik, hogy ezen a Halloweenen e-rollerrel mennek cukorkát gyűjteni, mert úgy sokkal hatékonyabb. Az eszköz használatához szükség van egy mobilos alkalmazásra, de Kennynek, mivel csóró, nincs telefonja sem. Kenny rájön arra is, hogy mindenkinek az a terve, hogy így gyűjtsön édességet, így teljesen egyedül marad. Ezalatt a városban a rendőrség közreműködésével válságstáb ül össze, ugyanis az e-rollerrel közlekedő gyerekcsapatok azt jelentik, hogy ugyanaz a társaság nagyobb területet lesz képes bejárni. Ha pedig ez így van, akkor a szomszédos városokból is át fognak járni, és minden családnak legalább 6000 dollár értékben kell édességet vásárolnia. Ez tömegpánikhoz és a boltok teljes kifosztásához vezet.
Kenny felkeresi Mr. Mackeyt, hogy elpanaszolja neki a bánatát, és ekkor tudja meg a fiútól, hogy mobiltelefon szükséges a rollerek használatához. Miközben Halloween éjszakáján eluralkodik a káosz, és a hírek szerint a keleti parti városok már elestek, Kenny és Mr. Mackey elmennek egy mobiltelefon-átjátszóadóhoz és kiiktatják azt. Ennek hatására a mobilok elvesztik a jelet, az e-rollerek működésképtelenné válnak, a gyerekek pedig gyalog folytatják az édességgyűjtést.
Miközben Kenny az epizód végén összegezve elmondja, hogy ez volt az utolsó jó Halloween, ahol még érezni lehetett magát az ünnepet, az egyik elhagyott e-roller magától feláll és elindul.

## Forráshivatkozások
1. ↑  South Park takes on the smartphone age in another great Halloween episode (angol nyelven). The A.V. Club, 2018. november 1. (Hozzáférés: 2024. június 6.)
2. ↑  Schedeen, Jesse: South Park Season 22, Episode 5: "The Scoots" Review (angol nyelven). IGN, 2018. november 1. (Hozzáférés: 2024. június 6.)